# Bolza-kastély
A Bolza-kastély Szarvason a Szabadság út 2. szám alatt, a Holt-Körös bal partján található. Az 1810-es években épült klasszicista épület a 20. század közepe óta állami tulajdonban van, parkja megyei jelentőségű természetvédelmi terület.

## Története
A kastélyt az olasz származású, Bécsben testőrködő Bolza József (1780-1862) építtette 1810 körül klasszicista stílusban, miután feleségül vette Batthyány Annát.
Az épület földszintes, sávos homlokzatú, az épület homlokzatán a Bolza-Batthyány-címer található.
A kastély belső alapterülete 1000 m². Az épület belsejében ma is eredeti ajtók láthatóak. Az udvar felőli ellipszis alakú teremben márványkandalló áll. Az épület belső kialakítása ma is változatlan, felfedezhető benne az egykori grófi pompa.
Az épületet a 19. század közepén alakították át, és bővítették néhány további lakó- és fogadószobával, valamint házi kápolnával. A keleti és nyugati főbejárat előtt ekkor létesítették a két oszlopcsarnokot.
A kastély nyugati homlokzata előtt Romulus és Remust szoptató anyafarkas szobrát Bolza Pál (1861-1947) állíttatta 1911-ben, ezzel utalva a Bolza család olasz eredetére. A kastély közelében Ceres istennő szobra látható, amely eredetileg az 1891-ben fúrt első szarvasi artézi kutat díszítette.
Az épület 1949 óta műemlék, állami tulajdonban van, parkja megyei jelentőségű természetvédelmi terület. A kastély parkjában jelenleg is kb. 50 fajta fa és cserje található. Ezek Ázsiából, Afrikából, Amerikából és Európából származnak. A park egyik legszebb fája a Ginkgo biloba, amit sokan páfrányfenyőként ismernek. A park talán legöregebb élő fája a mintegy 150 éves vadgesztenye vagy más néven bokrétafa.
A kastély hosszú időn át az Öntözési Kutató Intézet, majd 2009. január 1-je óta a Szent István Egyetem Békés megyei karait irányító központ székhelyéül szolgált. Az egyetemi központ azonban megszűnt. A kastély nagy része kihasználatlanul áll. A város vezetői attól félnek, hogy állaga romlani fog. A város polgármestere kérelemmel fordult a Magyar Államkincstárhoz. Kérte, hogy az állami tulajdonú kastélyt adják a városnak. Amennyiben az átadást engedélyezik, akkor az épületet idegenforgalmi célokra, pl. képtárként szeretnék hasznosítani.